# Coronaster halicepus
Coronaster halicepus är en sjöstjärneart som beskrevs av Fisher 1917. Coronaster halicepus ingår i släktet Coronaster och familjen Labidiasteridae. Inga underarter finns listade i Catalogue of Life.